# Presbiterio (arquitectura)

Representación esquemática de la planta de una catedral donde se resalta el presbiterio.

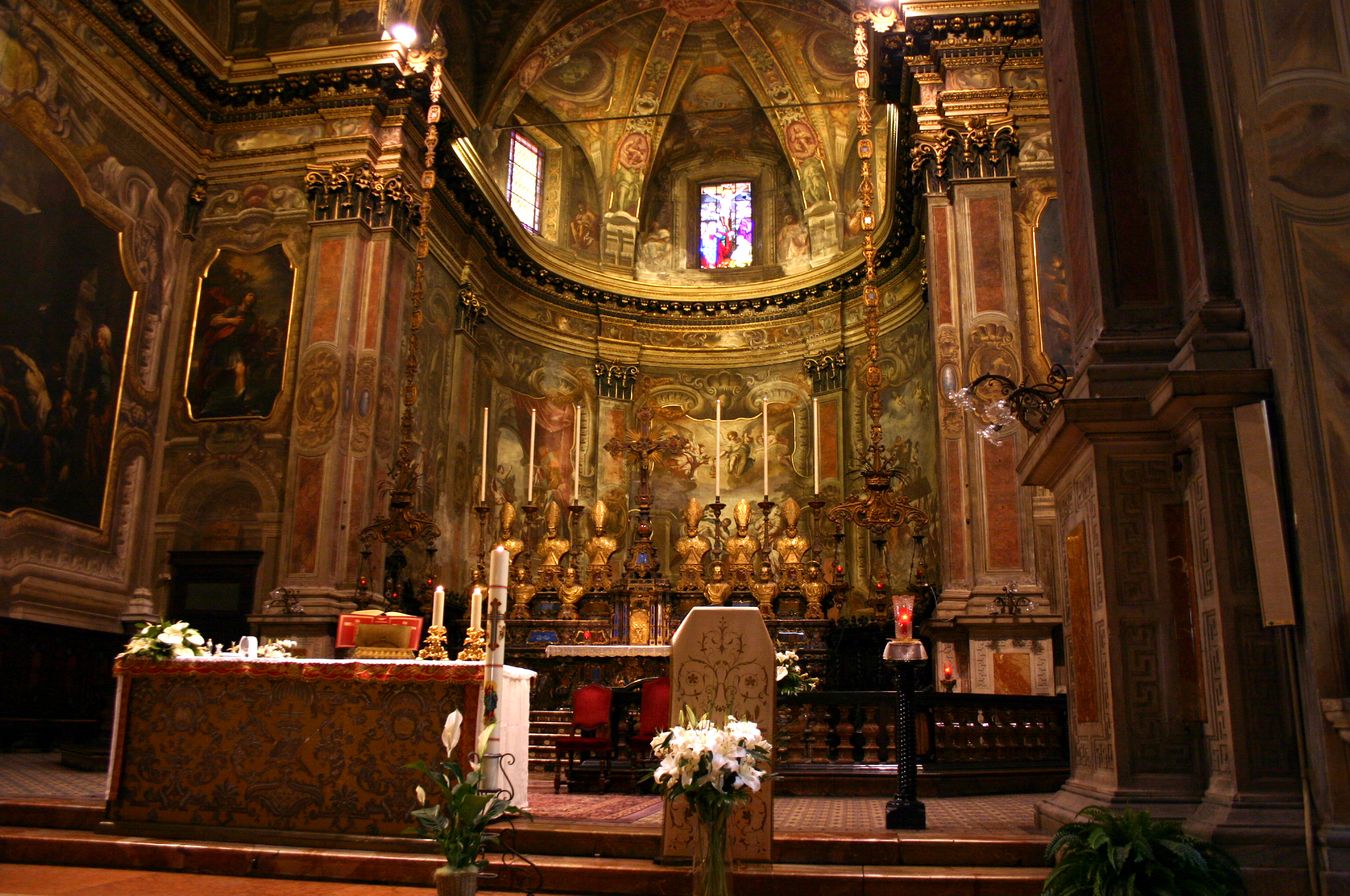
Presbiterio en la iglesia de San Alejandro en Milán (Italia).

El presbiterio (del latín presbyterium, «consejo de ancianos», y este a su vez del griego πρεσβύτερος, «más anciano») es el espacio que en un templo o catedral católicos, precede al altar mayor. Estaba, hasta el Concilio Vaticano II, reservado al clero y puede quedar separado de la nave central por gradas, escalinatas o una barandilla llamada comulgatorio. Suele ser el lugar destinado al coro, aunque no necesariamente. Así, con la llegada del cristianismo, se designó de esta forma al espacio reservado para los miembros más ancianos del clero.
En las basílicas paleocristianas los presbiterios estaban flanqueados por púlpitos, denominados también ambones. En los estilos románico y gótico, es el tramo de nave que une la capilla absidal con la nave o el crucero, lo que suele coincidir con la definición anterior. El arco que separa el presbiterio de la nave o del crucero, sobre todo en el primer estilo, se conoce como arco triunfal y suele presentar los capiteles de decoración más cuidada.